# Iglesia del Sagrado Corazón de la Inmaculada Virgen María de Fátima
La iglesia de Nuestra Señora de Fátima de Montevideo ubicada en Villa del Cerro.  

## Construcción
Fue edificada en 1954 por la iniciativa de la comunidad lituana de Uruguay, es hasta hoy la única iglesia lituana en el Uruguay. 

## Historia
En 1949 el sacerdote Juan Kidikas proveniente desde Chicago llegó de visita a Montevideo. En su visita se enteraría de que la comunidad de creyentes de la comunidad lituana no contaba con un sacerdote que hable lituano, ni su propia parroquia, pornlo cual se compromete a enviarle a la comunidad lituana del Uruguay dos hermanos jesuitas.  
Juan Bruzikas y Vladas Mikalauskas arribarían a Uruguay en 1951 acompañados por Adela Gabalauskiene y su hijo- con el objetivo de establecer y organizar a la comunidad católica lituana. En ese mismo año eligieron 15 representantes para el “comité de la iglesia” quienes serían los responsables de recibir las donaciones para la edificación del futuro templo lituano. 
Incentivados por el arzobispo de Montevideo, Juan Bruzikas y Vladas Mikalauskas le ofrecieron a la comunidad establecer una primitiva parroquia mientras se comenzaba a edificar el futuro edificio religioso. El padre Juan Bruzikas a través de impresos y cartas les pidió a los lituanos de residentes en Estados Unidos, Canadá y Australia ayudar a los lituanos del Uruguay a adquirir un solar. Logrando recaudar al poco tiempo la suma de 40.000 pesos (20.000 dólares) los cuales facilitaron la adquisición de un predio en la Villa del Cerro. 

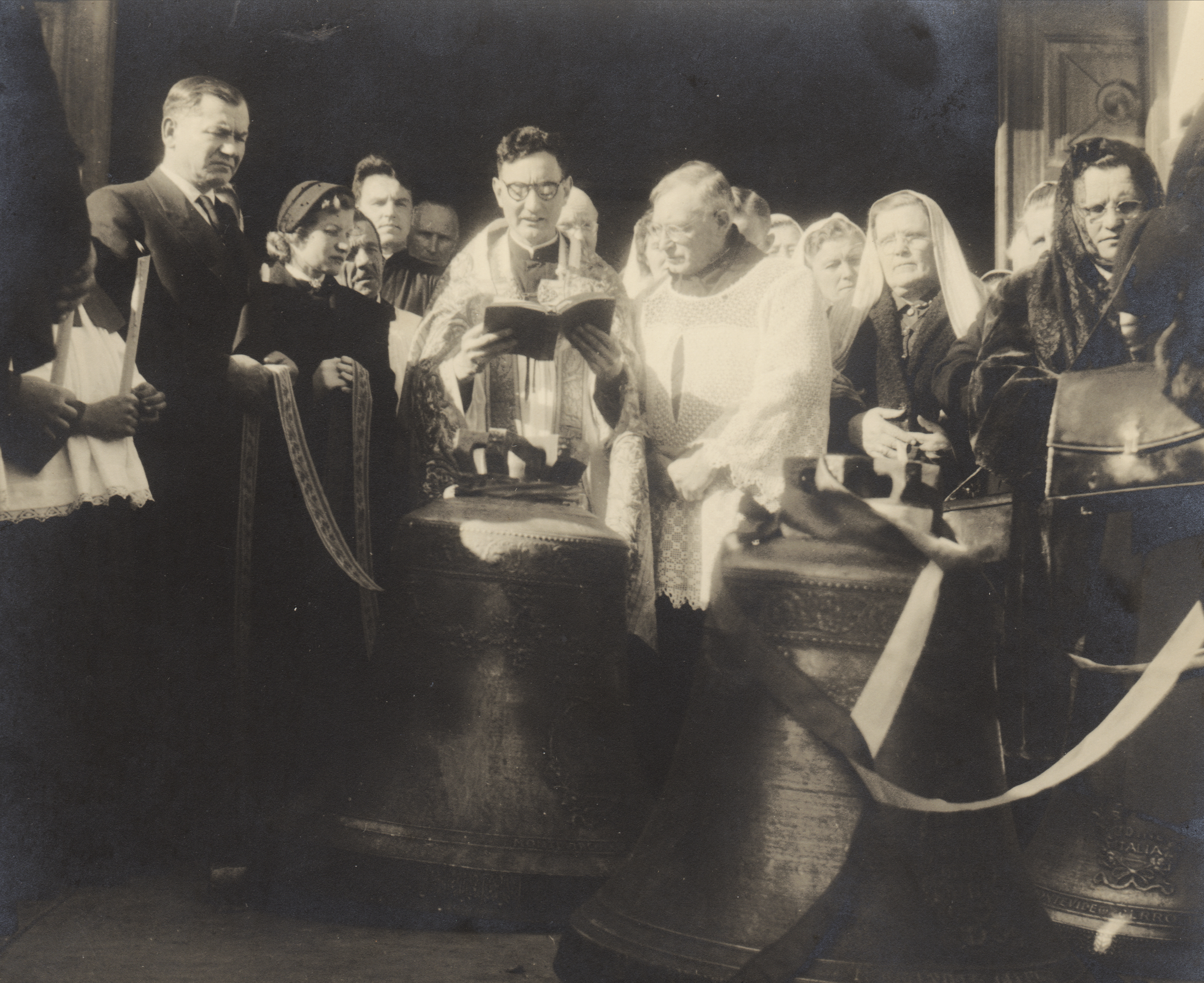
Montevideo Fátima Ceremonia de la Campana del Corazón de la Santísima Virgen María Foto del Archivo de Literatura y Arte de Lituania.

En 1952 ya con el solar adquirido Juan Giedrys fue nombrado vicario de la parroquia y posteriormente traería ya bendecida una estatua de la Virgen de Fátima, la cual fue recibida con una procesión hacia el Colegio Santa Clara, lugar donde se custodió hasta la inauguración del templo.  
En ese mismo año se erigió una cruz en el predio de la iglesia, la cual fue proyectada por Alda Dorelyte y construida por José Dorelis, Alfonso Goda y Antonio Liudzius. Por su parte también sería conformado un comité de hombres, que colaborarían con la Asociación Cultural Uruguay -Lituania y otros grupos en las celebraciones del 16 de febrero, protestas por las ocupaciones y similares. 
En 1953 llegó a Uruguay el padre José Venckus, quien se estableció en el colegio de jesuitas para dictar clases de biología. En el mismo año el padre Bruzikas, viajó a América del Norte por retiros y misiones para los creyentes lituanos, obteniendo para la edificación de la iglesia 100.000 dólares. Al correr rápidamente la noticia por las comunidades del mundo lituano de que la comunidad lituana del Uruguay estaba pidiendo recursos, instaron nuevamente a los lituanos residentes de Estados Unidos, Canadá, Australia, Inglaterra, Dinamarca, Brasil, Argentina y Alemania a colaborar en la causa de que la comunidad uruguaya pudiera contar con su templo. 

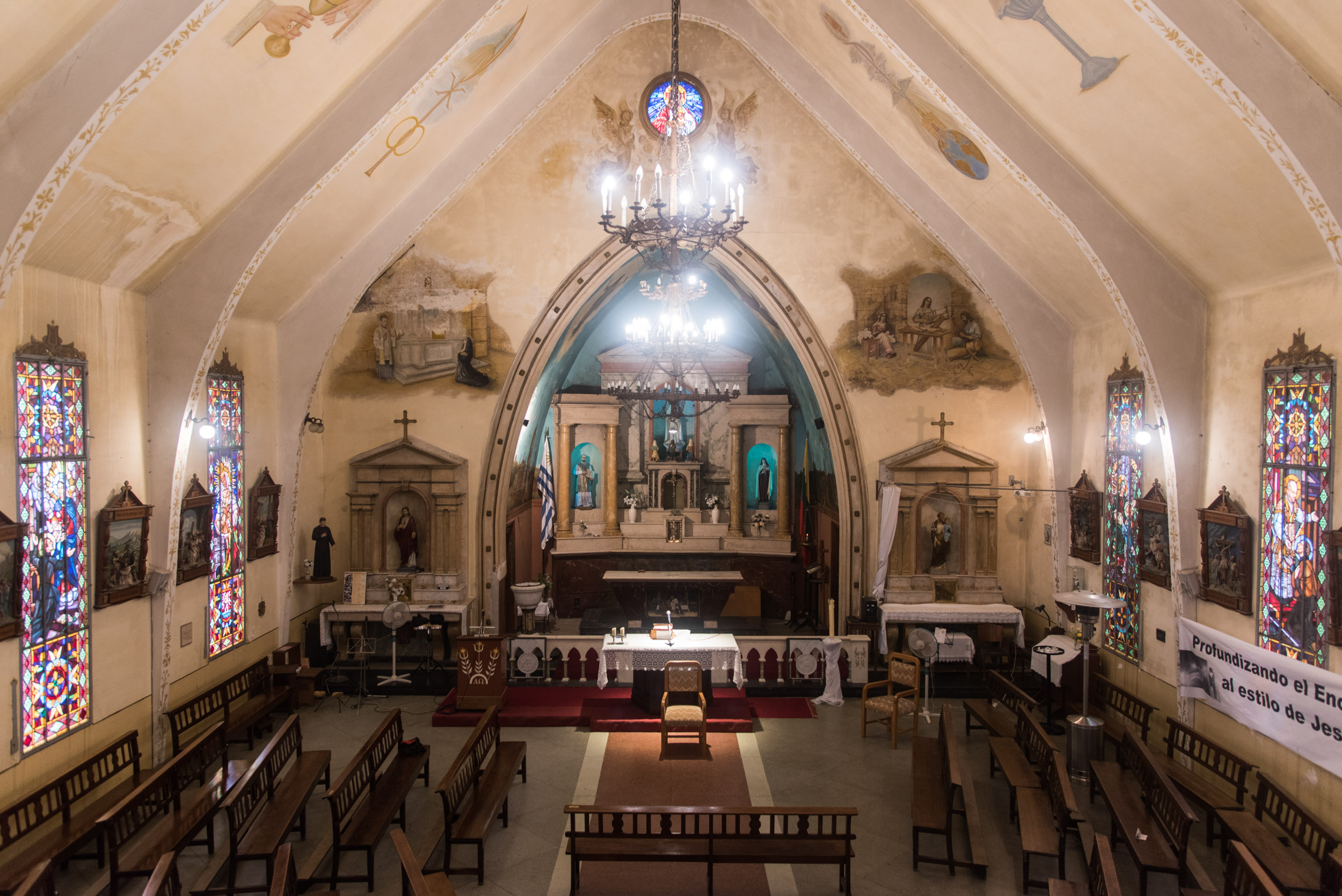
Interior de la Iglesia del Corazón de la Inmaculada Virgen María

A mediados de 1953 habiendo llegado el provincial jesuita padre Bronius Kristanavicius se dio el visto bueno para comenzar con la edificación. El ingeniero fue Soneira y los trabajos los organizaba V. Mikalauskas. 
El 16 de febrero de 1954, aún con la edificación sin culminar, se ofició la primera Santa Misa de la comunidad en el subsuelo de la iglesia. 
El 31 de octubre de 1954 el templo fue consagrado por el arzobispo Antonio Barbieri.
El 16 de abril de 1956 se inauguró al lado de la iglesia la cancha de baloncesto, en la que mucho tiempo se entrenó el comando de “Vyciai”

## Interiores
En 1955  el altar mayor fue bendecido con Santa María de Siluvá, incluyendo en los altares a los lados de San Ignacio y Santa Teresa. En la parte superior de la puerta interior de acceso se colocó una estatua de la Virgen María (el autor de los frescos es Agustín Pantoja). En la nave izquierda se encuentra una pintura de la Catedral de Vilnius y un paisaje de la Torre de Gediminas, a la derecha- la Basílica del Nacimiento de Santa Virgen María de Siluvá, su pueblo y la capilla. En el centro de la iglesia penden cuatro candelabros de bronce. 

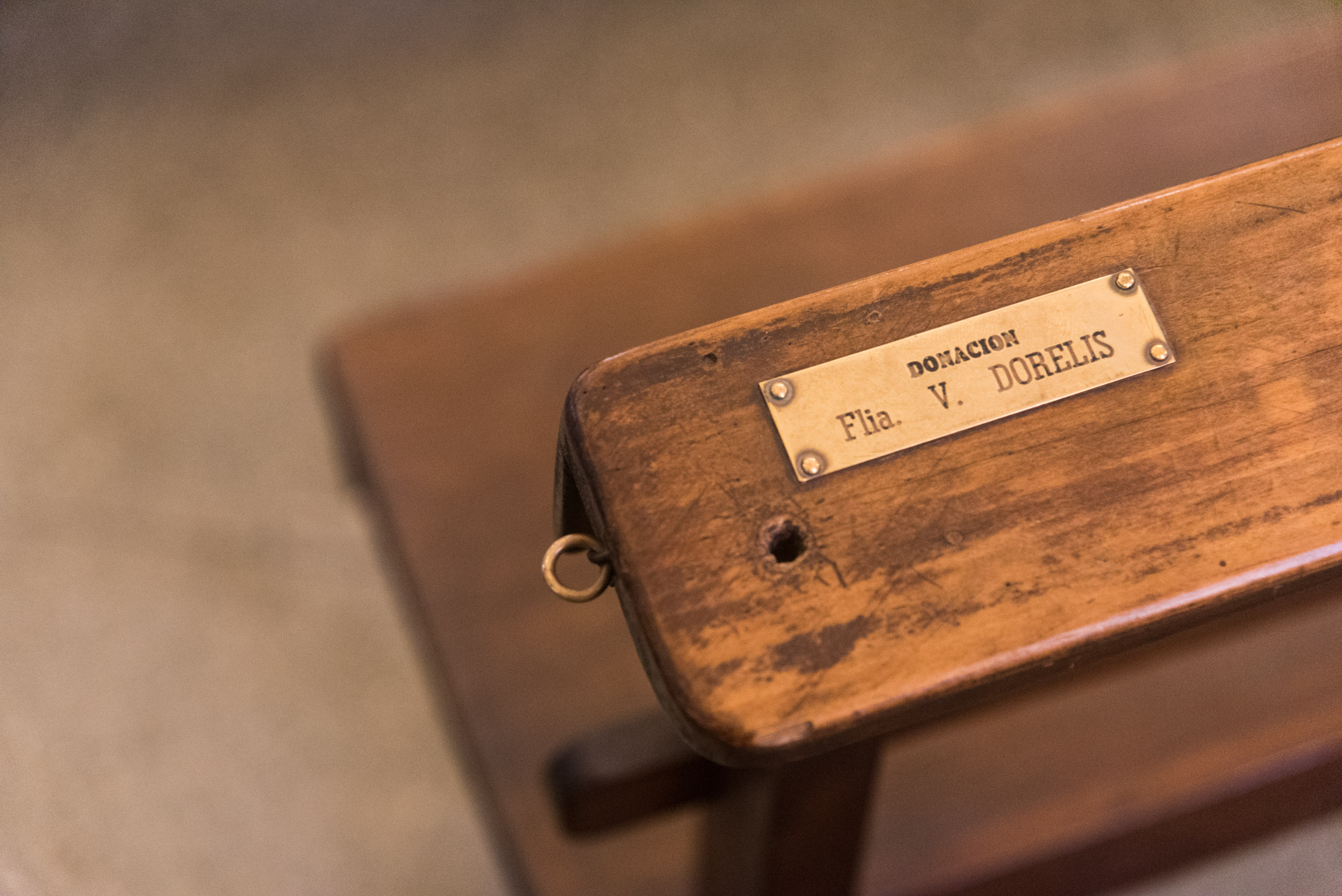
Inscripciones en bancos de iglesia. Foto de Berta Tilmantaitė

En el centro de la nave están pintados los siete sacramentos. En la puerta de acceso principal se encuentra una placa de mármol con una leyenda que atestigua que dicha iglesia pertenece a la comunidad lituana. Cuenta con cuatro campanas medianas en su torre, en las cuales está escrita la siguiente frase:  

“Suenen por los siglos a los hijos de Lituania, que no es digno de la libertad quien no la defiende”.

Las mismas están nombradas en honor de los arcángeles Miguel, Gabriel, Rafael y Angel de la Guarda. 

## Cultura
A. Gabalauskienė, junto con V. Mikalauskas, fundaron la primera "Sociedad Católica de Mujeres", integrada por 70 miembros, así como el coro mixto "Aidas" (más tarde Vytautas Dorelis se convirtió en su líder). Este coro cantaba todos los domingos durante los servicios lituanos. El hijo de Adelė, Povilas, con la ayuda de V. Mikalauskas, fundó la Sociedad Lituana Vytis, que constaba de unos 40 miembros. 
El 5 de agosto de 1951 con la iniciativa del padre Mikalauskas se comenzó a irradiar la audición lituana, que se trasmitía una hora  los días domingos. 
El 7 de mayo de 1961 el padre Bruzikas acompañado por Gvido Macanskas comenzaron a editar el semanario de la comunidad lituana “Zinios”(con una tirada de 300 ejem.) el cual incluida todas las novedades sobre Lituania, artículos sobre temas de educación y arte, noticias de los miembros de la comunidad y comentarios.
Con la iniciativa del padre Juan Giedrys fue creado el fondo para la juventud, el cual pretendió desde sus inicios financiar los viajes de los miembros juveniles de la comunidad para presenciar y participar de  congresos realizados en  Argentina, Brasil y Estados Unidos. 
La puesta en funcionamiento de este fondo favoreció en que una amplia cantidad de miembros de la comunidad pudieran estudiar en el Liceo 16 de febrero de Alemania.